# John DeMain
John DeMain (Youngstown, Ohio, 11 de gener de 1944) és un director d'orquestra estatunidenc.

## Biografia
El 30 de juliol de 1976 va dirigir Porgy and Bess amb Clamma Dale i Donnie Ray Albert a la Houston Grand Opera, de la qual es va convertir en director musical del 1977 al 1994. El 1977 a l'Òpera de San Francisco va dirigir Porgy and Bess amb Albert i Wilhelmenia Fernandez.
A Houston el 1980 va dirigir Regina de Marc Blitzstein amb Giorgio Tozzi, el 1981 l'estrena mundial de Willie Stark de Carlisle Floyd amb Timothy Nolen, Bruce Ford i Lowell Thomas i el 1983 l'estrena mundial d'A Quiet Place de Leonard Bernstein. També el 1983 va dirigir Show Boat (musical) amb Nolen a Nova York per a la Houston Grand Opera.
Del 1983 al 1992 va ser el director musical de l'Òpera Omaha. El 1984, a Houston, va dirigir Sweeney Todd: el barber diabòlic del carrer Fleet amb Nolen i Joyce Castle, el 1987 Nixon in China de John Adams, el 1988 l'estrena mundial de The Making of the Representative for Planet 8 de Philip Glass, el 1989 estrena de New Year de Michael Tippett i el 1991 The Passion of Jonathan Wade de Floyd.
Des del 1994 és el director artístic de l'Òpera de Madison (Wisconsin). El 1995 va dirigir Porgy and Bess a San Diego i Los Angeles, on el 2004 va dirigir A Little Night Music. El 2012 va dirigir Show Boat a lÒpera de Chicago, el 2013 a l'Òpera Nacional de Washington i el 2014 a San Francisco.